# Suwon Samsung Bluewings FC
Suwon Samsung Bluewings (koreansk: 수원 삼성 블루윙즈) er en fodboldklub i Suwon, Sydkorea.

## Titler
- K League Classic
  - Vinder (4): 1998, 1999, 2004, 2008

- Korean FA Cup
  - Vinder (5): 2002, 2009, 2010, 2016, 2019

- Korean League Cup
  - Vinder (6): 1999, 1999s, 2000, 2001, 2005, 2008

- Korean Super Cup
  - Vinder (3): 1999, 2000, 2005

- AFC Champions League
  - Vinder (3): 2000–01, 2001–02

- Asian Super Cup
  - Vinder (2): 2001, 2002

- A3 Champions Cup
  - Vinder (1): 2005

- Pan-Pacific Championship
  - Vinder (1): 2009